# 捷列克 (卡巴爾達-巴爾卡爾共和國)
43°29′N 44°08′E / 43.483°N 44.133°E
捷列克（俄语：Те́рек）是俄羅斯卡巴爾達-巴爾卡爾共和國東部的一個城市，位於捷列克河畔，距首府納爾奇克東南59公里。2002年人口20,255人。
1876年開埠。1967年建市。